# Виктор Тихонов (млађи)
Виктор Васиљевич Тихонов (рус. Ви́ктор Васи́льевич Ти́хонов; 12. мај 1988, Рига, Совјетски Савез) професионални је руски хокејаш на леду који игра на позицији десног крила.
Тренутно игра за екипу ХК СКА из Санкт Петербурга која се такмичи у Континенталној хокејашкој лиги (КХЛ) (од сезоне 2011/12).
Са сениорском репрезентацијом Русије освојио је титулу светског првака на СП 2014. у Минску.
Потиче из чувене руске хокејашке породице. Његов деда био је чувени руски и совјетски хокејашки тренер Виктор Тихонов, а отац Василиј такође је био хокејашки тренер.

## Каријера
Виктор Тихонов родио се у Риги (данас Летонија) 1988. године, пошто је његов отац Василиј у то време радио као тренер ришког Динама. Када је Виктор имао свега 4 године његови родитељи су се преселили у Калифорнију, где је Виктор и почео да тренира хокеј. Са породицом се враћа у Русију 2003. године и тренирање наставља у школи хокеја московског ЦСКА.
За резервни тим Московљана заиграо је у сезони 2004/05. у трећелигашком рангу такмичења, а већ наредне сезоне прешао је у редове друголигаша из града Дмитрова. Потом прелази у екипу Северстаља из Череповеца за коју је играо наредне две сезоне.
На улазном драфту НХЛ лиге 2008. изабран је као 28. пик у првој рунди од стране Финикс Којотса, екипе са којом је потписао професионални трогодишњи уговор у јулу исте године. У НХЛ-у је дебитовао већ у утакмици отварања сезоне 2008/09, одиграној 12. октобра против екипе Коламбус Блу Џакетса. Током дебитантске сезоне одиграо је укупно 61 утакмицу уз постигнутих 8 голова и 16 поена, што је био доста скроман учинак за класичног нападача, те је прослеђен у екипу Сан Антонио Рампејџа из АХЛ-а на додатно уигравање.
И сезону 2009/10. Тихонов је започео у АХЛ лигашу из Сан Антонија, али је након скромног учинка од свега 2 поготка на 18 утакмица враћен у екипу Северстаља на позајмицу. Како је за череповачког КХЛ лигаша током трајања позајмице успео да постигне 14 погодака на 25 утакмица, средином марта је поново враћен у Којотсе, и ту сезону завршио је у редовима другог тима екипе из Финикса. Целу наредну сезону провео је у екипи из Сан Антонија.
Иако је у августу 2011. продужио уговор са Којотсима на још једну сезону, Тихонов је увидевши да не постоји могућност да заигра у првом тиму Којотса одлучио да се врати у Русију, те је већ у октобру исте године потписао уговор до краја те сезоне (уз могућност продужетка) са екипом СКА из Санкт Петербурга. Током КХЛ сезоне 2011/12. Тихонов је у регуларном делу сезоне одиграо укупно 42 утакмице на којима се 17 пута уписивао у листу стрелаца, а статистику је поправио са још 4 поготка у 10 утакмица плеј-офа. У септембру 2012. продужио је уговор са клубом на још једну сезону, а потом у априлу 2013. потписао и нови двогодишњи уговор са клубом.

### Репрезентативна каријера
Виктор Тихонов дебитовао је за националну селекцију на светском првенству за играче до 20 година 2008. на којем је освојио бронзану медаљу. Тихонов је на том турниру остварио статистику од 5 голова и две асистенције у 7 утакмица, што му је донело и признање за најбољег нападача, а уврштен је и у идеалну поставу првенства. 
За сениорску репрезентацију Русије на великим такмичењима заиграо је тек на Зимским олимпијским играма 2014. у Сочију, али је на том турниру одиграо свега две утакмице. Највећи успех у репрезентативној каријери остварио је три месеца после Сочија, на Светском првенству играном у Минску. Русија је на том турниру освојила титулу светског првака, а Тихонов је захваљујући учинку од чак 16 поена (по 8 голова и асистенција) проглашен за најкориснијег играча турнира, а уврштен је и у идеакну поставу првенства.